# Скоростной трамвай Солт-Лейк-Сити
Скоростной трамвай Солт-Лейк-Сити (TRAX) — система электрического легкорельсового транспорта, обслуживающая столицу американского штата Юта город Солт-Лейк-Сити и его пригороды. Состоит из трёх линий, использующих в центре города общий участок пути. Работает по будням с 4:30 до 23:30, по выходным с 5:00 до 0:00 с пятнадцатиминутным интервалом на каждой линии.
Проект скоростного трамвая, разгружающего основные трассы города от увеличивающегося трафика, начал обсуждаться ещё в 1980-х годах. Первоначально идея подверглась активной критике как неэффективная и небезопасная, однако в 1988 году штат выделил 5 миллионов долларов на приобретение земли под будущие линии. При этом источник финансирования их строительства не был определён. Ситуацию поменяло избрание Солт-Лейк-Сити столицей Зимних Олимпийских игр 2002 года. На сооружение современной транспортной системы были выделены средства федерального бюджета, и в 1997 году стартовала укладка первого участка будущей сети. Он состоял из 16 станций от крытой спортивной арены Дельта-центр до южного пригорода Санди (сейчас это часть синей линии) и был запущен уже в 1999 году.
Линия, к удивлению критиков, быстро стала популярной среди жителей города, в скором времени потребовавших её расширения. В 2003, 2008, 2011 и 2013 годах вводились в эксплуатацию новые участки и маршруты. В 2022 году на общей части пути была построена дополнительная промежуточная станция 600 South Main Street. По состоянию на 2024 год на шести ветках расположена 51 станция, общая протяжённость рельсовых путей — 72 километра. Эксплуатируется 117 вагонов Siemens SD-100, Siemens SD-160 и Siemens S70.
Система скоростного трамвая ориентирована, в основном, по меридиану и состоит из трёх маршрутов, в центре города — от станции Courthouse до станции Central Pointe — проходящих по одному пути. Синяя линия (маршрут № 701) длиной 31 километр, состоящая из 25 станций, проходит от центрального железнодорожного вокзала на севере до южных пригородов Саут-Солт-Лейк, Мюррей, Мидвейл, Санди и заканчивается в центре города Дрейпер. Красная линия (маршрут № 703) длиной 38 километр, состоящая из 26 станций, начинается на северо-востоке в университетском городке, на юге же следует в Мюррей и, разделяясь с Синей линией, проходит через город Уэст-Джордан и заканчивается в Саут-Джордане. Зелёная линия (маршрут № 704) длиной 24 километра, состоящая из 19 станций, начинается от международного аэропорта Солт-Лейк-Сити на севере и заканчивается на юго-западе в городе Уэст-Валли-Сити. В составе системы два трамвайных депо.